# Eugen Kampf
Eugen Kampf (* 16. marzo de 1861 en Aquisgrán; † 13 de abril de 1933 en Düsseldorf) fue un pintor alemán de la Escuela de Düsseldorf.

## Vida
Kampf nació hijo del pintor y fotógrafo de Aquisgrán August Kampf. Compartió el interés por la pintura con su hermano menor Arthur Kampf. De 1878 a 1880, Eugen Kampf estudió en la Academia de Arte de Amberes y después, hasta 1883, en la Academia de Arte de Düsseldorf con Eugen Dücker, quien le dio a la pintura de paisajes una nueva orientación realista a partir de 1872 y la convirtió en el tema principal. Kampf completó sus estudios en 1884 en la Academia de Arte de Bruselas.

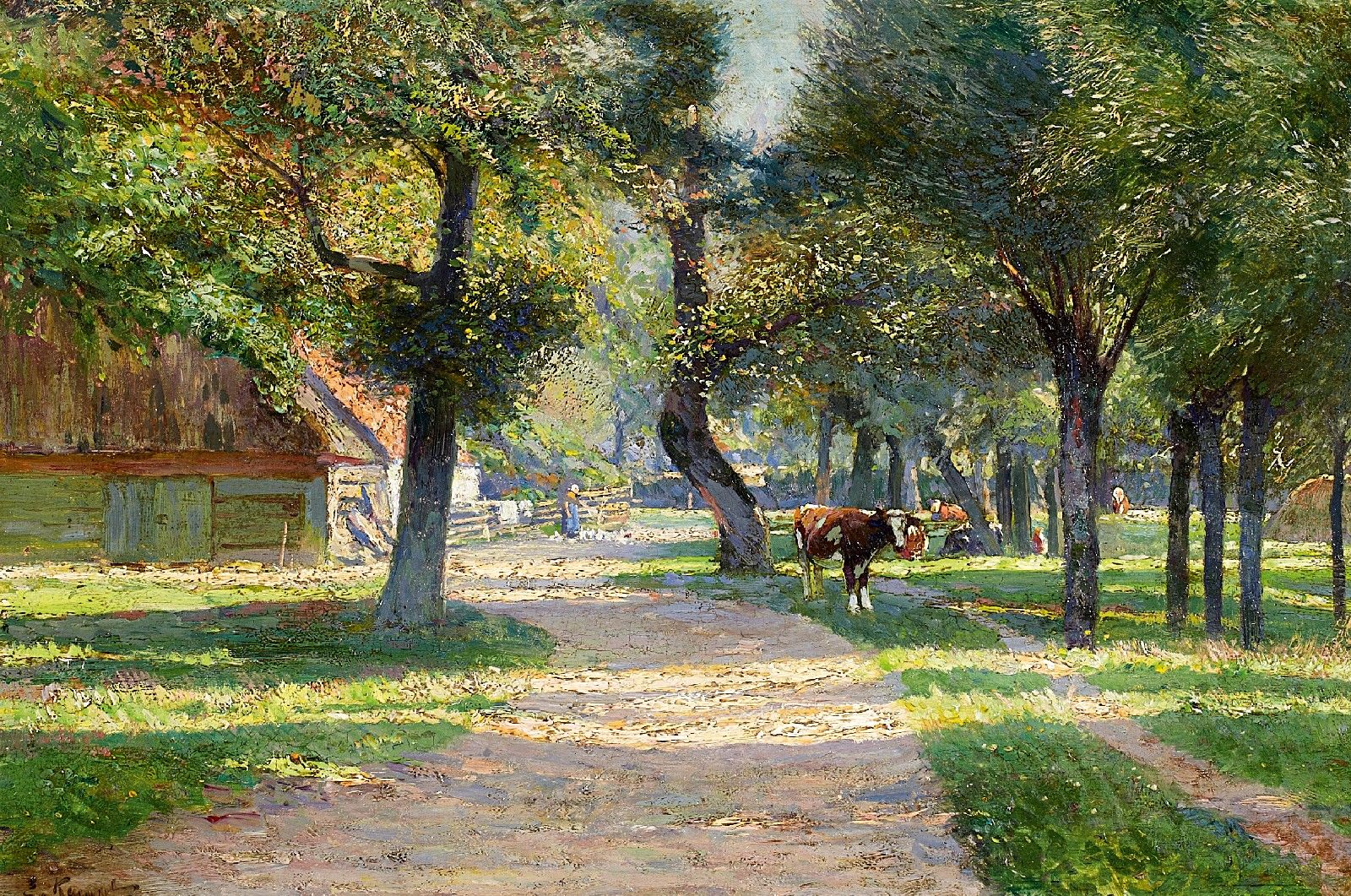
El cuadro Verano en un pueblo representa la pintura impresionista en la obra de Kampf.

En 1889 Kampf regresó a Düsseldorf. Allí fundó - como reacción a la política de exposición de la asociación de arte para Renania y Westfalia asociada con la Academia de arte - con Olof Jernberg, Heinrich Hermanns y Helmuth Liesegang el "Lucas Club", una asociación progresista de paisajistas, relacionada con la Escuela de La Haya y la Escuela de Barbizon y con los logros del Impresionismo. En 1891, el "Lucas Club" fue subordinado a la recién fundada Asociación Libre de Artistas de Düsseldorf, de la cual, sin embargo, se escindió en 1899, el "St. Lukas Club” (fundado por Hermanns, Jernberg, Liesegang, August Deusser, Otto Heichert, Arthur Kampf, Gustav Wendling, entre otros). Kampf también fue miembro de la Asociación de Artistas de Düsseldorf para el Apoyo y la Ayuda Mutua, la Asociación de Artistas de Malkasten y la Allgemeine Deutsche Kunstgenossenschaft.
Junto con Wilhelm Schneider-Didam, Kampf dirigió una escuela de pintura para mujeres, que estaba ubicada en la Jacobistraße 14a, a principios del siglo XX, en la llamada torre del hambre frente a la academia de arte.
A partir de 1880 participó en exposiciones en el Palacio de Cristal de Múnich, en Dresde, Leipzig y Düsseldorf así como en la Gran Exposición de Arte de Berlín, donde recibió una medalla de oro en 1906. Ganó muchos otros premios (Medalla de Oro, Salzburgo 1901; Medalla de Estado de Oro, Dresde 1904 y Düsseldorf 1902; Medalla de Estado de Plata, Barcelona 1911; Medalla de Estado de Oro Grande, Düsseldorf 1913). Sus obras también fueron representadas en la Exposición Universal de París en 1900, en la Exposición de arte alemán en Buenos Aires en 1913 y en la Gran Exposición de Arte de Berlín en Düsseldorf en 1918 . Pero no se implementó una exposición en memoria de Eugen Kampf, que el Kölnischer Kunstverein planeó para 1934. En 1908, Eugen Kampf se convirtió en profesor en la Academia de Arte de Düsseldorf. En 1894 nació en Düsseldorf su hijo Ari Walter Kampf († 1955), que también se convertiría en pintor.

## Obra
Desde finales de la década de 1880, Kampf pintó paisajes del Bajo Rin y las regiones flamencas al estilo del naturalismo y el impresionismo, con gran éxito de público, ocasionalmente también pinturas marinas, bodegones e interiores. Una hábil disposición espacial de los motivos, acordes cromáticos pesados y ricos y una "tonalidad flamenca" de su paleta, aplicada en la técnica del empaste, contribuyeron a su éxito. Sus acuarelas también muestran el tono profundo y lleno de sus pinturas al óleo. Además, Kampf creó litografías. A menudo capturaba escenas de la vida rural en verano, al anochecer o con ambiente nublado. Además de cuadros grandes, pintó estudios de la naturaleza y paisajes a menor escala, en los que la actitud fuerte y decorativa, pero a menudo un tanto convencional, aparece modificada por impresiones frescas y un colorido suave y lírico. Algunos de sus cuadros pertenecen al inventario del Suermondt-Ludwig-Museum de Aquisgrán y del Museo Kunstpalast de Düsseldorf.

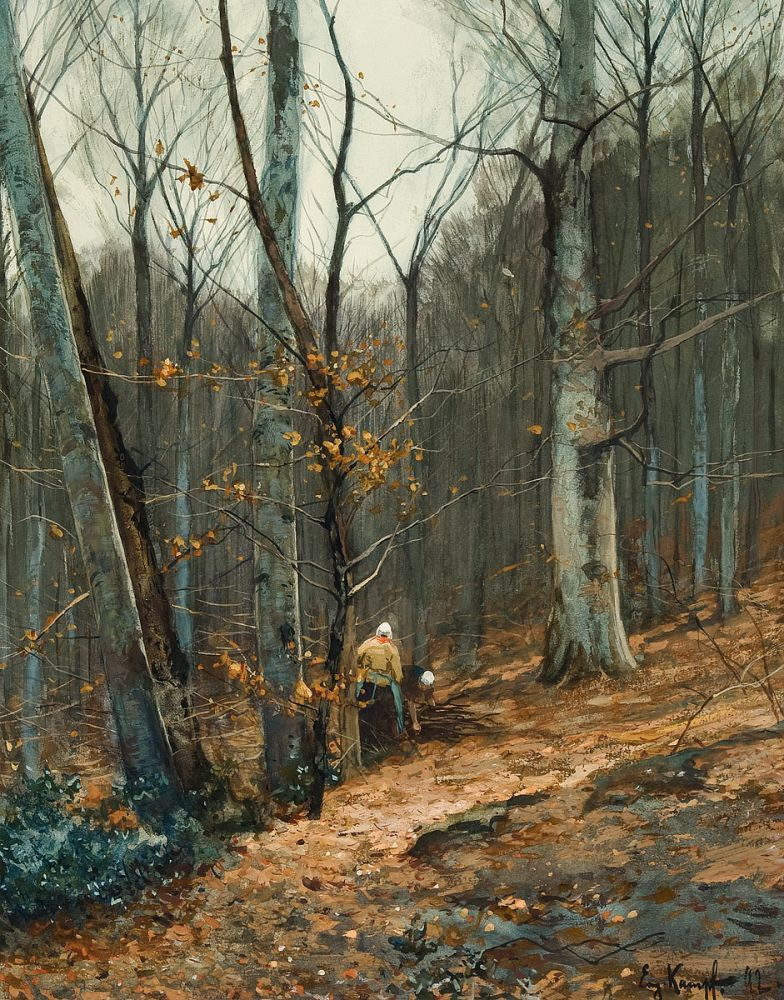
Los recolectores, 1892
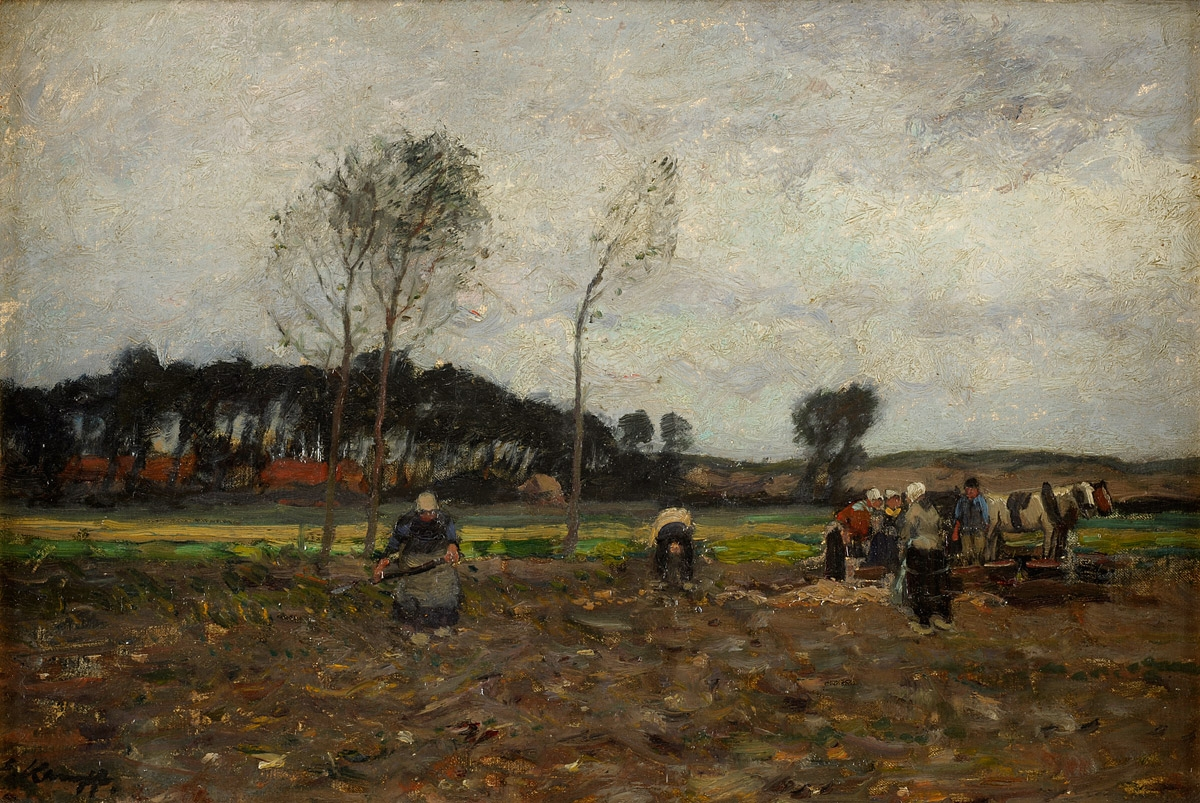
Cosecha de patatas
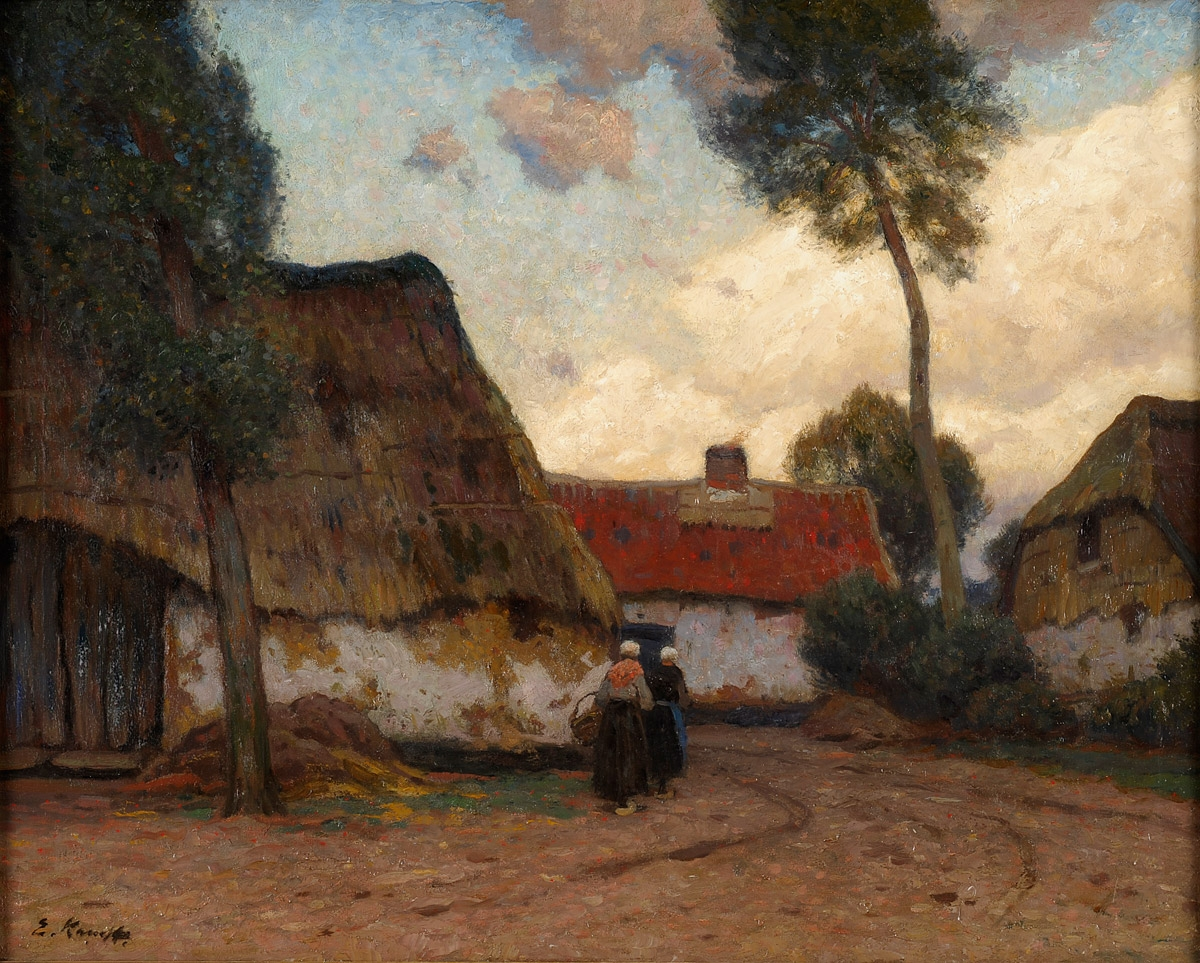
calle del pueblo flamenco
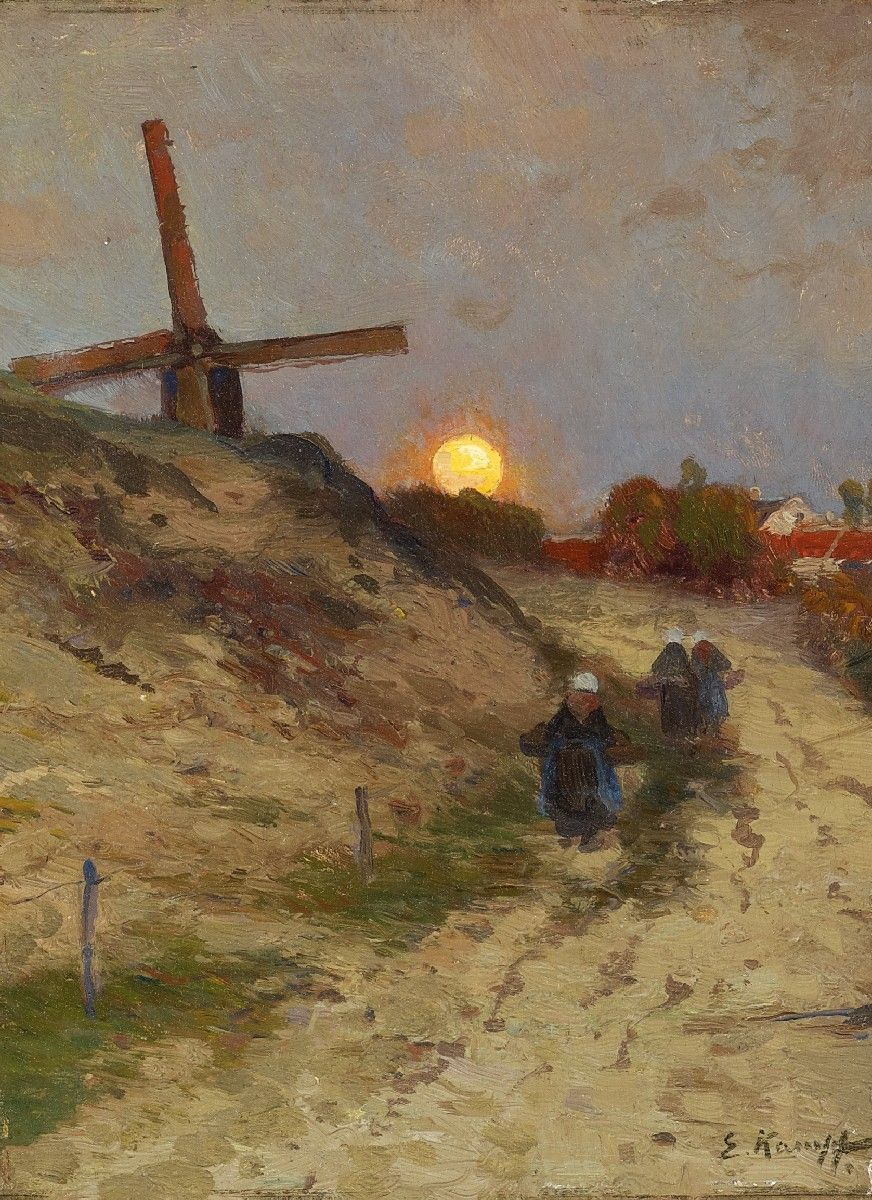
Salida de la luna en las dunas
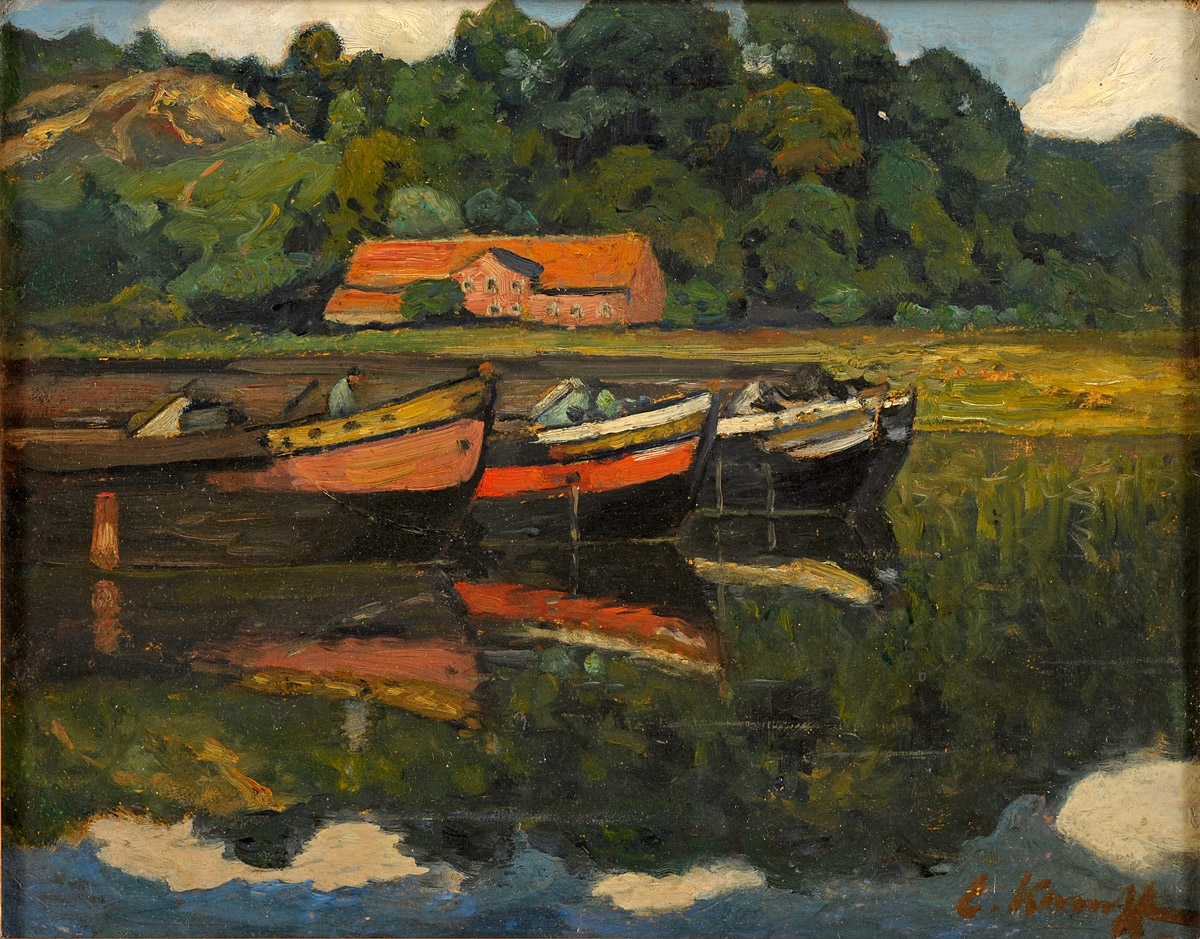
Barcazas en el Escalda
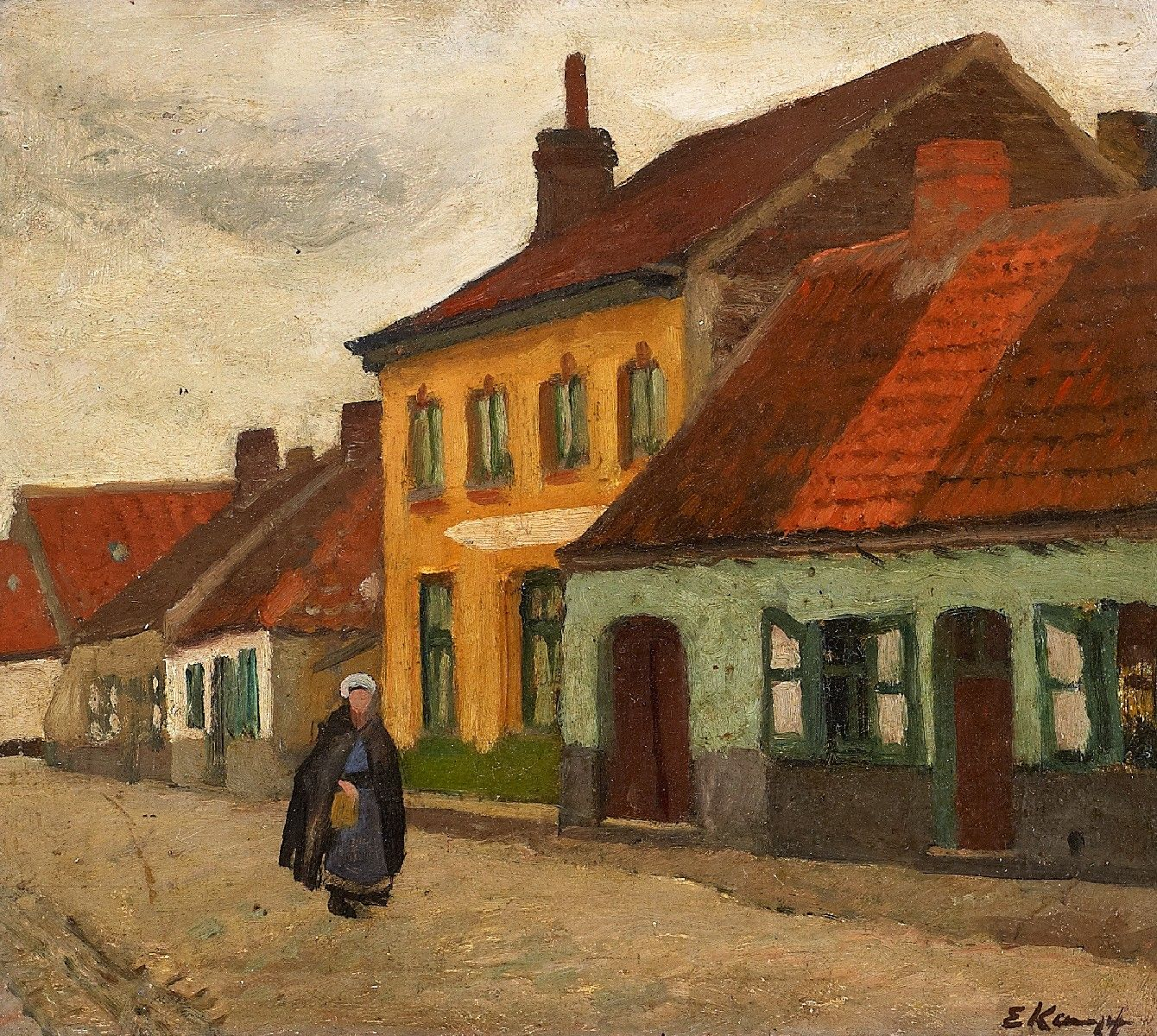
De camino al mercado